# Sphecozone formosa
Sphecozone formosa är en spindelart som först beskrevs av Alfred Frank Millidge 1991.  Sphecozone formosa ingår i släktet Sphecozone och familjen täckvävarspindlar.
Artens utbredningsområde är Ecuador. Inga underarter finns listade i Catalogue of Life.